# Melitaea latolimbata
Melitaea latolimbata är en fjärilsart som beskrevs av Sovinsky 1927. Melitaea latolimbata ingår i släktet Melitaea och familjen praktfjärilar. Inga underarter finns listade i Catalogue of Life.